# 百億円の阿呆ぼん
『百億円の阿呆ぼん』（ひゃくおくえんのあほぼん）は、1968年10月19日から1969年1月25日までよみうりテレビ制作・日本テレビ制作で放送されたテレビドラマ。放送時間（JST）は毎週土曜22:30 - 23:30。

## 出演者
- 渋谷天外
- 酒井光子
- 藤山寛美
- 小島慶四郎
- 芦屋雁之助
- ほか

## スタッフ
- 脚本：藤本義一
- 演出：香坂信之
- 制作：YTV

## その後
本作終了後、次に日本テレビの土曜22時台によみうりテレビ制作ドラマが放送されるのは、約23年後の1992年4月18日に開始した『悪女』からである（枠は22:00 - 22:54）。